# Бат (Південна Дакота)
Бат (англ. Bath) — переписна місцевість (CDP) в США, в окрузі Браун штату Південна Дакота. Населення — 142 особи (2020).

## Географія
Бат розташований за координатами 45°28′9″ пн. ш. 98°19′25″ зх. д. / 45.46917° пн. ш. 98.32361° зх. д. (45.469158, -98.323562).  За даними Бюро перепису населення США в 2010 році переписна місцевість мала площу 0,75 км², уся площа — суходіл.

## Демографія
Згідно з переписом 2010 року, у переписній місцевості мешкали 172 особи в 67 домогосподарствах у складі 46 родин. Густота населення становила 228 осіб/км².  Було 69 помешкань (92/км²).
Расовий склад населення:
| - 93,0 % — білих - 3,5 % — корінних американців |

До двох чи більше рас належало 3,5 %. Частка іспаномовних становила 0,0 % від усіх жителів.
За віковим діапазоном населення розподілялося таким чином: 27,9 % — особи молодші 18 років, 61,1 % — особи у віці 18—64 років, 11,0 % — особи у віці 65 років та старші. Медіана віку мешканця становила 38,0 року. На 100 осіб жіночої статі у переписній місцевості припадало 126,3 чоловіків;  на 100 жінок у віці від 18 років та старших — 121,4 чоловіків також старших 18 років.
Середній дохід на одне домашнє господарство  становив 60 414 долари США (медіана — 76 000), а середній дохід на одну сім'ю — 61 418 доларів (медіана — 77 537). 
Цивільне працевлаштоване населення становило 137 осіб. Основні галузі зайнятості: роздрібна торгівля — 32,1 %, освіта, охорона здоров'я та соціальна допомога — 23,4 %, публічна адміністрація — 19,7 %.